# Ulrich de Poméranie
Ulrich de Poméranie (né le 12 août 1589 à Barth – 31 octobre 1622 à Przybiernów allemand Pribbernow), est duc titulaire de Poméranie de 1606 à sa mort et Prince-Évêque Luthérien et administrateur l'évêché de Cammin de 1618 à 1622.

## Biographie
Ulrich est le plus jeune des fils de Bogusław XIII de Poméranie. Il étudie à Rostock et Tübingen et effectue ensuite son « Grand Tour » à travers l'Italie, l'Espagne, la France et l'Angleterre. Après la mort de son père en 1606, Ulrich et ses frères procèdent au partage de leur héritage. Selon l'accord conclu le 1er octobre 1606; le frère ainé Philippe II, devient duc régnant de Poméranie-Stettin. François est déjà évêque luthérien de Cammin depuis 1602. Bogusław XIV et Georges II obtiennent conjointement l'administration de la région de Rügenwalde. Ulrich, le plus jeune ne perçoit qu'une pension annuelle.
Après la mort de Philippe II en 1618, il a comme successeur François qui devient duc de Poméranie à Stettin, et qui laisse son titre d'évêque de Cammin à Ulrich. Comme son frère François avant lui, Ulrich réside à Koszalin. L'historien contemporain Martin Wehrmann, décrit Ulrich comme un « prince juvénile qui vivait dans une quiétude heureuse avec son épouse à sa cour de Koszalin » .
Alors qu'Ulrich effectue un voyage de Rügenwalde à Stettin il décède subitement en route le 31 octobre 1622 à Przybiernów et il est inhumé le 8 janvier 1623 dans l'église du château de Stettin.

## Union
Ulrich épouse le 7 février 1619 à Wolfenbüttel Edwige de Brunswick-Wolfenbüttel (né le 19 février 1595) fille du duc Henri-Jules de Brunswick-Wolfenbüttel et de son épouse Elisabeth de Danemark. Leur union demeure stérile. Après la mort d'Ulrich, la duchesse Hedwige réside comme veuve à Neustettin. Elle y fonde en 1640 un gymnasium qui sera plus tard dénommé en son honneur, « Gymnasium d'Hedwige ». Lorsqu'elle meurt le 26 juin 1650, elle est d'abord inhumée dans l'église de Neustettin avant d'être transférée le 22 septembre 1654 dans la crypte ducale de Rügenwalde.